# 赵继元
趙繼元（1828年—1897年），字梓芳，號養齋，安徽太湖人，清朝政治人物，進士出身。
趙文楷之孫，趙畇长子，二妹趙繼蓮(1838年-1892年）嫁李鴻章。道光二十九年（1849年）拔貢，咸豐九年（1859年）舉人，同治七年（1868年）戊辰科進士，歷任翰林院庶吉士，同治十年（1871年），散馆考试，列三等，出京擔任知县。後捐補道員。同治十二年（1873年）任江苏督署营务处。出京為江寧特用道節制督標，加按察使司銜。趙赵元卖弄聪明，“妄以知兵自许”，欺负两江总督李宗羲不懂军事，忠厚和平，对他傲慢蔑視。不久李宗羲稱疾离任，由刘坤一繼任两江总督。趙继元更膽大妄為，随意克扣工程款项，他所负责修建的沿江炮台，多不可用，甚至坍毁。光緒七年（1881年），遭彭玉麟彈劾。不久革职。晚年定居江寧棉鞋营。光绪二十二年（1897年）卒。
馮煦评价其作品：“詩質而不野，麗而不纖，出入于眉山、剑南间，而能自摅。”著有《静观堂遗集》二卷。妻王夢蘭著有《三十六鴛鴦舫存稿》，今不存。有子趙曾重、趙曾裕。趙曾裕是赵朴初的祖父。